# روبن بورغس (اقتصادي)
روبن بورغس (بالإنجليزية: Robin Burgess)‏ هو اقتصادي بريطاني، ولد في 1960.